# Godshuis Cobrysse

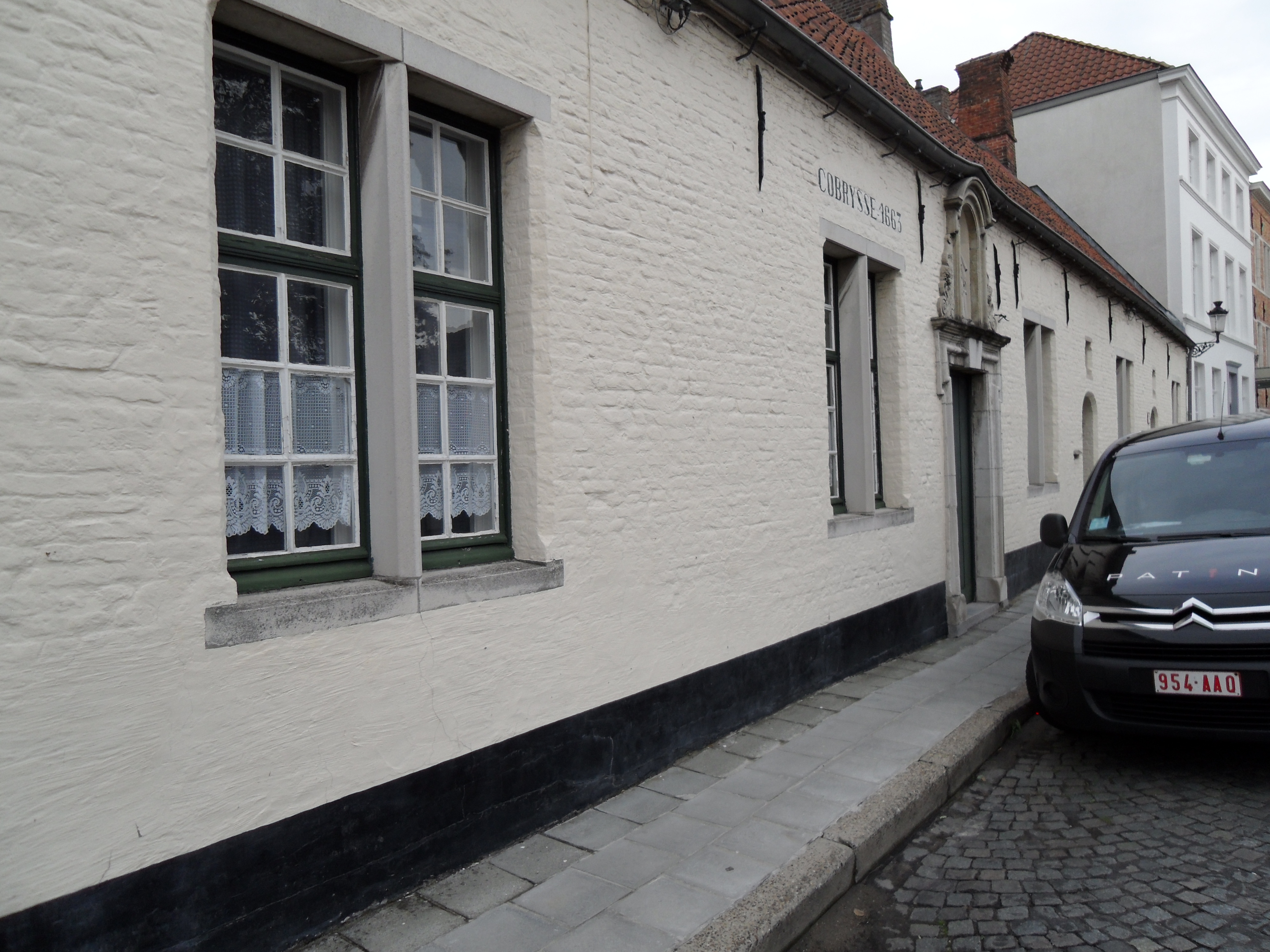
Het godshuis Cobrysse in de Leffingestraat

Het Godshuis Cobrysse is een Brugs godshuis, gelegen in de Leffingestraat.

## Geschiedenis
Het godshuis Cobrysse, nu Leffingestraat 5-11, werd in 1663 in Brugge gebouwd door Paul Cobrysse en zijn echtgenote Margaretha de Meulenaere, als godtshuys tot woonste van zes aerme vrouwkens van goede faeme. De voorgevel bestond uit drie trapgevels, elk met drie rondbogige zolderopeningen in een geblokte omlijsting. De bouw was een vervolg op een goedkeuring die in 1640 was verleend aan Joost Cobrysse, vader van Paul, maar die hij door zijn overlijden in 1642 niet kon realiseren. 
Tot op het einde van het ancien régime werden de huisjes beheerd door leden van de familie Cobrysse en door de Armendis van de Sint-Annakerk. De Franse tijd deed ze, als nationaal goed, eigendom worden van de Commissie van Burgerlijke Godshuizen.
In de kapel hing een Ecce Homo boven het altaar en twee schilderijen tegen de zijwanden, die nu tot het patrimonium van het OCMW behoren:
- Een drieluik, de kruisiging voorstellende, met de apostelen Petrus en Paulus op de zijluiken.
- Een schilderij voorstellend de Heilige Geest, omringd door Onze-Lieve-Vrouw en de Heilige Johannes.

Hingen ook nog in de kapel:
- de tekst van het reglement dat door de bewoners diende te worden nageleefd;
- de 'Litanie van de Alderheyligste Moeder Anna' (gedrukt als plakkaat door drukker Lucas van den Kerckhove in 1666).

In 1971 werden de zes huisjes omgebouwd tot vier, waarbij de middeningang en de kapel sneuvelden.
Het gebouw is momenteel nog niet beschermd als monument.